# Kaori Maruya
Kaori Maruya (丸谷 佳織, Maruya Kaori), née le 6 juin 1965, est une femme politique japonaise, ayant représenté Hokkaidō à la Chambre des représentants du Japon pour le Shinshintō, puis pour le Kōmeitō. 

## Jeunesse et carrière pré-électorale
Maruya naît le 6 juin 1965, à Sapporo, où elle obtient son diplôme de fin d'études. Elle poursuit son cursus académique à l'université pour femmes du Japon, au département de littérature anglaise. Après l'obtention de son diplôme, elle rejoint une entreprise spécialisée dans le tourisme à Sapporo. En parallèle, elle est chargée d'enseignement de japonais à l'université Adam-Mickiewicz de Poznań. Elle retourne au Japon en 1991, où elle commence une carrière de présentatrice radio, notamment dans la station Hokkaido Broadcasting (en).

## Carrière électorale

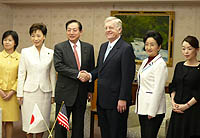
Tom Schieffer, ambassadeur des États-Unis au Japon, entouré d'Akira Matsu, de Kaori Maruya et d'autres membres du Kōmeitō en 2008.

Maruya rejoint le parti Shinshintō lors de sa création en 1994, et se présente sous son investiture aux élections législatives japonaises de 1996, dans la préfecture d'Hokkaidō. Elle motive sa décision de se présenter à ces élections par la volonté de faire entendre la voix de la jeune génération. Elle est élue à la suite de ce scrutin, et fait son entrée à la Diète du Japon.
Elle rejoint en 1999 le parti Kōmeitō, après la dissolution du Shinshintō, et est candidate à sa réélection sous cette étiquette. À la suite des élections législatives japonaises de 2000, elle conserve son siège.
En 2001, après la réforme gouvernementale touchant les administrations ministérielles initiée par le Premier Ministre Yoshirō Mori, Maruya obtient le poste de Secrétaire parlementaire des affaires étrangères dans son deuxième gouvernement, poste qu'elle conserve dans le gouvernement suivant dirigé par Jun'ichirō Koizumi. Elle progresse également au sein du parti Kōmeitō, et devient la présidente du bureau des femmes du parti en 2001.
Maruya conserve son siège à l'issue des élections législatives japonaises de 2003 et de 2005. Durant cette période, elle occupe plusieurs positions à la chambre des représentants, comme la présidence de la commission des affaires étrangères de la Diète en 2003, ou la participation à la commission chargée des problématiques liées aux territoires du Nord.

## Carrière post électorale
Maruya décide de prendre sa retraite politique en 2007, et ne se représente pas aux élections législatives japonaises de 2009. Elle est depuis 2014 membre du conseil d'administration de l'Université professionnelle Sapporo Designer (ja).

## Prises de position
Maruya est une amatrice d'art japonais. Elle s'engage notamment dans sa carrière politique à le promouvoir au niveau international.